# ハイデラバード空港
ハイデラバード空港（ハイデラバードくうこう、テルグ語:బేగంపేట విమానాశ్రయం、ウルドゥー語:یگم پیٹ ہوائی اڈا、英語: Hyderabad Airport）は、インドのアーンドラ・プラデーシュ州ハイデラバードにある空港。ベーグムペート空港 (Begumpet Airport) とも呼ばれている。
2008年3月、民間機の離着陸はハイデラバード郊外に開港したラジーヴ・ガンディー国際空港に移転した。